# Anton Ott
Anton Ott (* 25. August 1912 in Augsburg; † 27. Mai 2001 ebenda) war ein deutscher Politiker (CSU).

## Leben und Beruf
Nach dem Besuch der Volksschule absolvierte Ott eine kaufmännische Ausbildung und arbeitete anschließend als Bilanzbuchhalter. Er war seit 1940 als Steuergehilfe tätig und leistete von 1940 bis 1945 Kriegsdienst in der Augsburger Industrie. 1948 wurde er als Buchprüfer vereidigt. Seit 1964 ging er in Augsburg der Tätigkeit eines Wirtschaftsprüfers nach.

## Partei

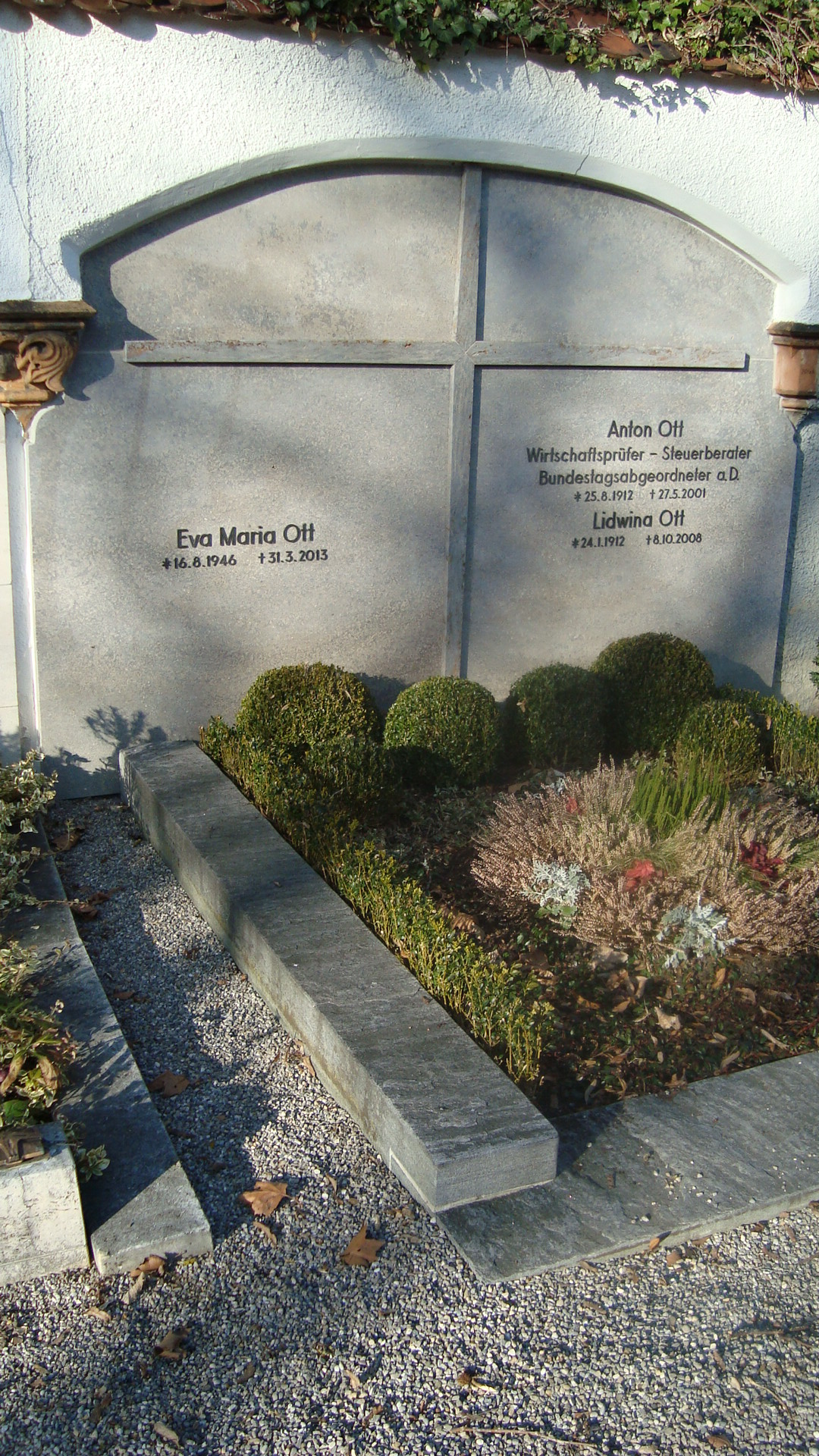
Grab von Anton Ott auf dem Katholischen Friedhof an der Hermanstraße

Ott schloss sich 1926 der Katholischen Jugendbewegung an, in der er von 1930 bis 1936 führende Tätigkeiten innehatte. Er zählte 1945 zu den Mitbegründern der CSU und war von 1946 bis 1948 Vorsitzender der Jungen Union Augsburg-Schwaben. 1965 wurde er Mitglied im Landesausschuss der Christsozialen.

## Abgeordneter
Ott war von 1948 bis 1951 Ratsmitglied der Gemeinde Haunstetten und von 1952 bis 1966 Ratsmitglied der Stadt Augsburg. 1961 wurde er zum Vorsitzenden der CSU-Stadtratsfraktion gewählt. Dem Deutschen Bundestag gehörte er von 1965 bis 1972 an. Im Parlament vertrat er den Wahlkreis Augsburg.